# جعفرآباد (قطرویه)
جعفرآباد یک روستا در ایران است که در بخش قطرویه شهرستان نی‌ریز واقع شده‌است. جعفرآباد ۱۴۵ نفر جمعیت دارد.